# 颶風亞歷克斯 (2016年)
飓风亚历克斯是1955年飓风爱丽丝过后首场在一月形成的大西洋飓风，源自2016年1月7日巴哈马附近的低气压，此时尚不具备热带天气系统特征。系统起初向东北移动，于1月8日经过百慕大后转向东南并逐渐增强。1月10日，气旋风速一度达到飓风强度，然后小幅减弱并蜿蜒向东行进，后又改朝东北飘移。随着时间的推移，系统逐渐发展出热带天气系统特征，于1月12日在亚速尔群岛以南较远处海域转变成亚热带气旋，成为2006年热带风暴泽塔过后北大西洋第一个在一月成型的热带或亚热带气旋。风暴转向东北偏北并继续朝热带天气系统发展，于1月14日完成转变，并达到最大持续风速每小时140公里，中心最低气压981毫巴（百帕，28.97英寸汞柱）的最高强度，按萨菲尔-辛普森飓风风力等级属一级飓风。1月15日，亚历克斯弱化成强热带风暴并登陆特塞拉岛，而且此时已开始失去热带天气系统特征，离开亚速尔群岛朝海上进发数小时后就转变成温带气旋，最终于1月17日同拉布拉多海上空的另一个气旋融合。
受亚历克斯的前身影响，百慕大1月7日至9日天气恶劣。面对飓风逼近，气象机构向亚速尔群岛发布飓风和热带风暴警告，当地学校及商铺、企业暂时关闭。亚速尔群岛降下暴雨并有强烈阵风，但建筑受到的损伤程度很轻，另有一人因天气恶劣无法及时就医死于心脏病发。

## 背景及纪录
根据气象机构现有定义，每年的大西洋飓风季都是从6月1日开始，11月30日结束，绝大多数北大西洋热带气旋都是这段时间形成。不在飓风季内形成的热带气旋统称淡季热带气旋，大部分是在5月或12月成型。1月极少形成热带气旋，除亚历克斯外，1851年开始有可靠纪录至今也只出现过五次，分别是1938年一场未命名的飓风，1951年一场未命名的热带风暴，1954年12月形成并一直持续到次年1月的飓风爱丽丝，1978年一场亚热带风暴，以及2005年12月形成并持续到次年1月的热带风暴泽塔。由于爱丽丝是在12月形成，因此亚历克斯就成为1938年那场未命名飓风过去至今唯一在1月成型的大西洋飓风。
亚历克斯以强热带风暴强度登陆特塞拉岛，是1955年飓风爱丽丝（登陆圣马丁岛和萨巴）后第一个登陆过的北大西洋热带气旋。与大部分热带气旋相比，亚历克斯的形成位置也很罕见，是有确切纪录以来第二个在北纬30度以北、西经30度以东形成的大西洋飓风。此外，亚历克斯还是2012年飓风戈登过后首场影响亚速尔群岛的飓风。该群岛周边370公里海域往年只在8至9月会有热带气旋经过，亚历克斯是至今仅有的例外。
亚历克斯发展成型之际，中太平洋形成飓风帕里。这是有纪录以来大西洋和太平洋首次一起在1月发展出热带气旋。

## 发展历程
2016年1月初，西加勒比地区存在大规模滞留锋，并于6日在古巴西北边境上空催生出低气压。次日，低气压朝东北方向的副热带高速气流移动，并与短波槽相互影响，在巴哈马东北方向的下层大气中形成旋转扰动气流。这股气流继续北大逼近百慕大，但因包括风切变强、海面温度低在内的不利因素影响而无法朝热带天气系统转变。系统的烈风强度风场很大，最大持续风速在每小时95至100公里范围。1月8日，系统在百慕大以北约120公里洋面经过，岛上因此遭遇狂风暴雨。次日，系统受此时非常罕见的气流格局阻挡无法继续向东北移动，因此转向东南偏东，进入外界环境更有利于发展亚热带气旋的海域。1月10日，系统核心下方的地面气压降至979 毫巴（百帕，28.91英寸汞柱），周围环绕的风力达到飓风强度，与此同时上层大气中出现的暖芯表明气旋结构更趋对称，只是中心附近的对流依旧稀疏。受中大西洋上空的中纬度低压槽影响，气旋同高速气流分离后大幅转向东南偏南，进入水温比常年一月平均值高1.5°C（2.7°）左右的海域。
1月11至12日，系统结构朝亚热带气旋转变，边缘的锋同核心分离，核心变得更对称并与上层低气压共存而且位置基本重叠，环流顶部发展出的对流层虽然很薄，但对流已经足够强劲。这些因素都表明气旋到协调世界时1月12日下午18点时已完成向亚热带气旋的转变，风暴此时位于加那利群岛西南偏西约1850公里洋面，美国国家飓风中心用“亚历克斯”（Alex）为其命名。受此前令气旋朝南转向的低压槽影响，风暴接下来一天先向东北偏东前进，后转至东北偏北。
风暴螺旋带中很快出现类风眼结构，表明亚历克斯还在增强。1月14日，气旋内呈现出宽25公里的类风眼结构，周围云层基本对称，云顶温度低至−60°（−75°）。接下来系统开始同上方的上层低气压分离，进入风切变较弱的海域，进而令暖芯温度进一步升高，并发展出上层外流，两者均为热带天气系统的常见特征。虽然行经海域水温只到22°（72°）左右，但风暴还在继续强化，到1月14日早上六点已完全转变成热带气旋。这主要是因为亚历克斯所在海域的对流层上层气温比赤道附近海域低，令大气环境变得更不稳定。德沃夏克卫星估算结果表明，风暴转变后已达飓风强度。不久，亚历克斯达到最大持续风速每小时140公里，中心最低气压981毫巴（百帕，28.97英寸汞柱）的最高强度，按萨菲尔-辛普森飓风风力等级属一级飓风。
1月14至15日，气旋在北上逼近亚速尔群岛期间因水温降低、风切变增多开始减弱。类风眼结构周围的对流消退，表明亚历克斯已开始转变回温带气旋。气旋结构因风切变影响渐趋混乱，减弱成热带风暴后，亚历克斯于15日下午13:15登陆特塞拉岛。不到五小时后，风暴已完全转变成温带气旋，环流变得细长，最大风速半径扩大，边缘再度同锋关联，并且整体结构在锋的影响下更像“逗号形状”。转向北上朝格陵兰进发期间，系统略有增强，气压降至978毫巴（百帕，28.88英寸汞柱）。气旋同格凌兰东南沿海的多山地形相互影响，岛上风力普遍达到飓风强度。1月17日早上6点左右，亚历克斯的残留被北大西洋上空更大规模的温带低气压系统引收。
- 1月10日，亚历克斯尚属温带气旋
- 1月11日，气旋逐渐同锋分离
- 1月12日，环流中心顶部发展出对流，表明系统正转变成亚热带气旋
- 1月13日，风暴开始朝热带气旋转变，螺旋带变得更加层次分明
- 1月14日，亚历克斯已形成清晰的风眼和核心结构，表明系统成为飓风

## 防灾措施和影响

### 百慕大
受亚历克斯的前身影响，百慕大1月7日至9日天气恶劣，百慕大国际机场前后三天共降雨34毫米。1月8日，时速97公里的阵风导致树木倒塌，753户居民家中停电，航空运输也受到影响。高达六米的巨浪触发小型船只警告，各岛轮渡暂停。

### 亚速尔群岛

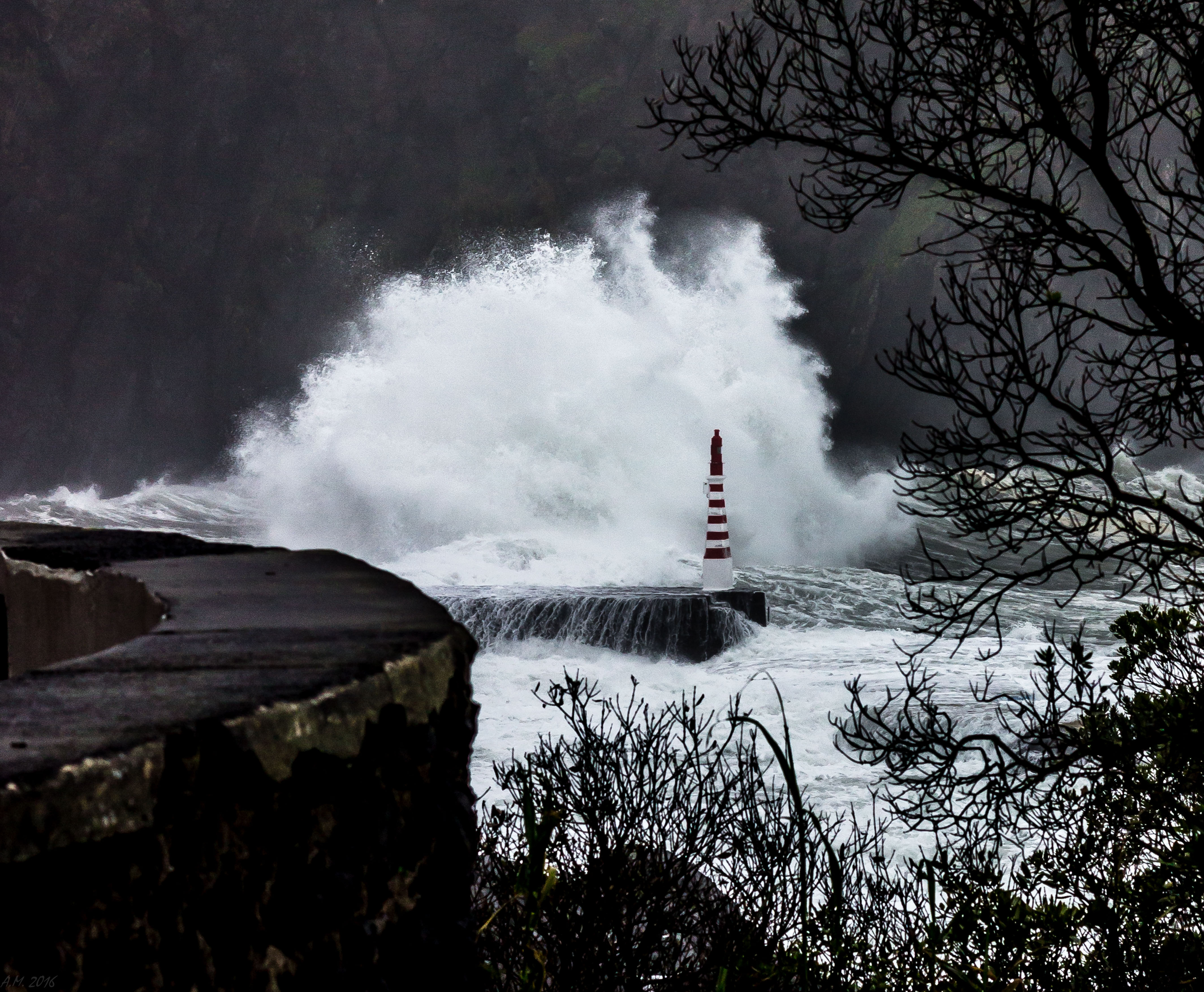
亚历克斯在圣米格尔岛产生强烈的拍岸浪

1月14日亚历克斯成为飓风后，亚速尔群岛气象局向法亚尔岛、皮库岛、圣若热岛、格拉西奥萨岛和特塞拉岛发布飓风警告，同时向圣米格尔岛和圣玛丽亚岛发布热带风暴警告。群岛中部和东部岛屿收到红色警报，这也是当地最高级别的天气警报。面对狂风暴雨威胁，居民堆叠沙袋防止房屋进水，并在门窗外加装挡风板。风暴期间，政府官员将学校及行政办公楼封闭。萨塔亚速尔航空取消1月15日早上的33架次国内和国际航班，滞留旅客超过700人。1月15日风暴过境后，飓风和热带风暴警告中止生效。
1月15日经过亚速尔群岛期间，亚历克斯令多个岛降下暴雨并伴有强烈阵风。圣米格尔岛拉古阿降水总量103毫米，特塞拉岛的英雄港也有94毫米。圣玛丽亚岛的阵风风速超过每小时80公里，整个群岛以圣米格尔岛蓬塔德尔加达所测阵风时速最高，达到92公里。狂风刮倒树木，导致部分房屋屋顶受损，另有局部停电。风暴引发轻度洪灾，蓬塔德尔加达六户民宅受损，另有一户人家的屋顶被毁。群岛中部岛屿发生多处山体滑坡，但造成的损失很小。整体而言，亚历克斯的破坏程度不及预期，这可能是因为当时风暴已开始转变成温带气旋，最强风力远离气旋中心。此外，因风暴产生的湍流导致急救直升机无法及时起飞，当地一人死于心脏病发。